# Michele Mary Smith
Michele Mary Smith, född den 21 juni 1967 i Plainfield, New Jersey, är en amerikansk softbollspelare.
Hon tog OS-guld i samband med de olympiska softboll-turneringarna 2000 i Sydney.